# こじきばあさん
こじきばあさん(Die alte Bettelfrau, KHM 150)は、『グリム童話』に収録されている作品である。

## あらすじ
昔、あるところに乞食をする老婆がいた。老婆が戸口に行くと、若い男が火のそばで温まっていた。男は老婆に火のそばで温まるよう言った。しかしあまり火の近くへ寄ったので着ているものが燃え出したが老婆は気付かない。若い男はそれが見えていた。見えたならそれを消すのが当たり前である。水が無いなら涙で消せるだろうに。